# Tabac en Belgique
 (juin 2024).
Le tabac en Belgique a notamment fait l'objet de contrebande vers la France au XIXe siècle et au XXe siècle.

## XIXesiècle
Au XIXe siècle, le tabac était une « denrée de première nécessité » pour les Flamands. Meilleur marché et de meilleure qualité qu'en France, il n'était pas soumis aux lois d'une régie nationale, et sera l'objet d'une contrebande régulière entre la Belgique et la France :
- Dans la région de Dunkerque, comportant alors une population de pêcheurs, de petits paysans et d'ouvriers. Cette contrebande est organisée : elle se pratique seul ou en tout petit groupe, à pied ou à vélo, avec de nombreux intermédiaires (du maître contrebandier jusqu'aux vendeurs au détail). On[Qui ?] utilise aussi des chiens, portant une charge de 5 à 6 kg, au départ de la Belgique pour assurer ce trafic.
- Dans le Houtland, où l'on[style à revoir] utilise aussi le « chien fraudeur ».

## XXesiècle
Dans son roman naturaliste La Maison dans la dune, Maxence Van der Meersch décrit ce petit monde des contrebandiers et des douaniers.
En 1930, un kilogramme de tabac belge (du Vieux Bohan cultivé le long de la Semois) valait 8 francs français en Belgique. En France, il était vendu en fraude au prix de 30 francs. La contrebande s'achèvera avec la guerre de 1939-1945.

## XXIesiècle

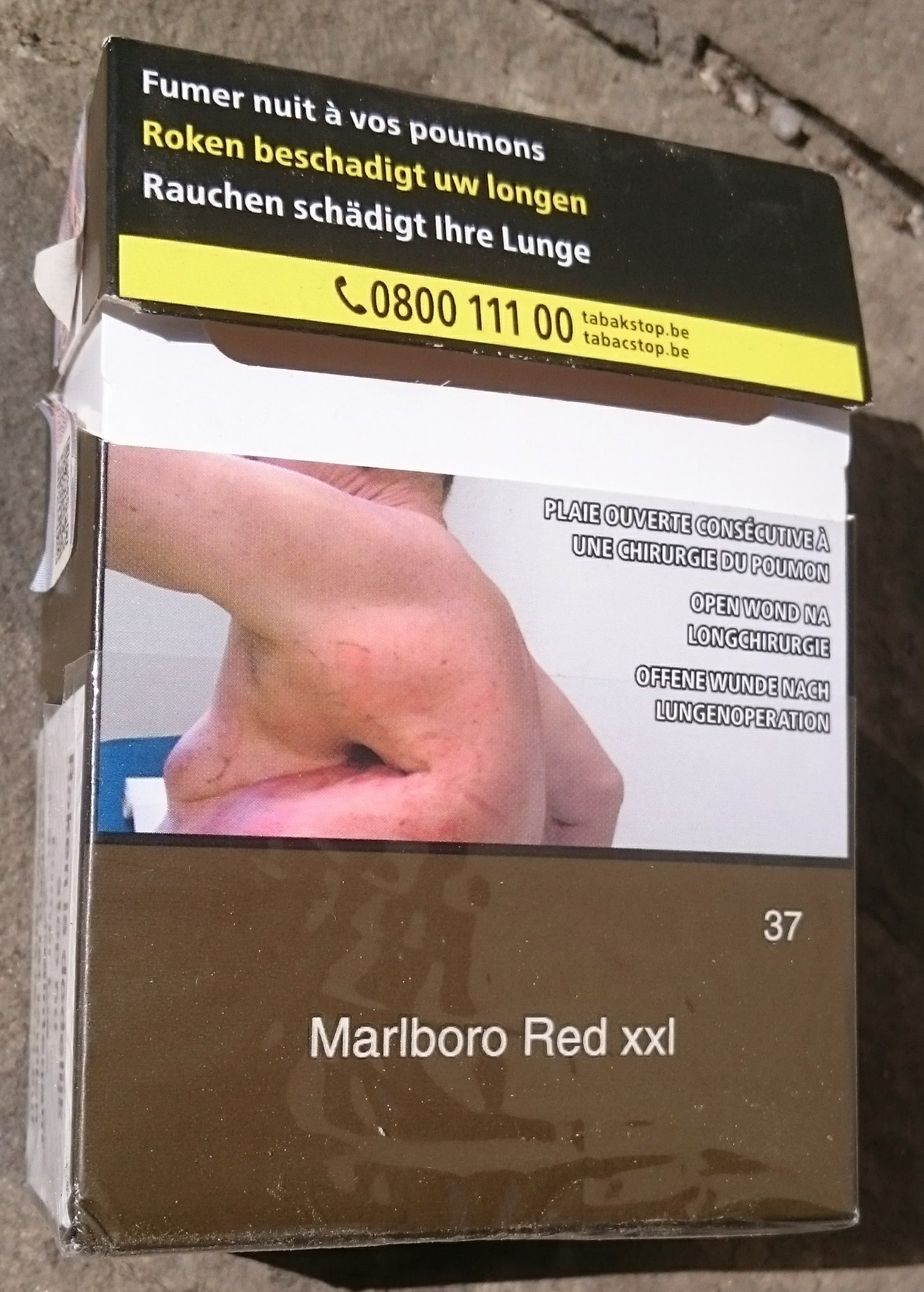
Paquet de cigarettes neutre en Belgique : typographie Helvetica sur fond Pantone 448 C.

En 2021, la Belgique a adopté le paquet de cigarettes neutre.